# Скумбрія
Скумбрія (Scomber) — рід океанічних риб з родини Scombridae ряду окунеподібні. Максимальна довжина тіла — 64 см, середня — 30 см. Рід містить п'ять видів:
- Скумбрія південноазійська Scomber australasicus Cuvier, 1832.
- Скумбрія середземноморська Scomber colias Gmelin, 1789.
- Скумбрія японська, Scomber japonicus, Houttuyn, 1782.
- Скумбрія атлантична, Scomber scombrus Linnaeus, 1758.
- Скумбрія індійська, Scomber indicus E. M. Abdussamad, Sukumaran & Ratheesh, 2016 [2]